# Heteropoda uexkuelli
Espèce
Heteropoda uexkuelli est une espèce d'araignées aranéomorphes de la famille des Sparassidae.

## Distribution
Cette espèce est endémique de Bali en Indonésie.

## Étymologie
Cette espèce est nommée en l'honneur de Jakob von Uexkuell.

## Publication originale
- Jäger, 2008 : Revision of the huntsman spider genus Heteropoda Latreille 1804: species with exceptional male palpal conformations from southeast Asia and Australia (Arachnida, Araneae: Sparassidae: Heteropodinae). Senckenbergiana biologica, vol. 88, no 2, p. 239-310.